# Brenac
Brenac település Franciaországban, Aude megyében. Lakosainak száma 219 fő (2018. január 1.). Brenac Coudons, Fa, Nébias, Puivert, Quillan és Rouvenac községekkel határos.

## Népesség
A település népessége az elmúlt években az alábbi módon változott:
| Lakosok száma | 213  | 205  | 204  | 213  | 203  | 194  | 207  | 214  | 220  | 219  |
|               | 1962 | 1968 | 1982 | 1990 | 1999 | 2008 | 2011 | 2013 | 2017 | 2018 |